# Río Cayena
El Río Cayena (en francés: Rivière de Cayenne) es el nombre que recibe un río de 50 km de largo en la Guayana Francesa un territorio de Francia en el norte de América del Sur. Surge por el río Cascades y el río Tonnégrande, que desemboca en el océano Atlántico cerca de la ciudad de Cayena, formando un gran estuario, a unos 2 km de longitud.
El río fue un lugar destacado tanto en la película y el libro de Papillon de Henri Charrière.
Los nativos amerindios wayana llamaron a este curso de agua Caiane o Kalani, una palabra que puede designar un estuario, de donde según algunos proviene el nombre de la ciudad.